# Engensian
Engensian (Gentianella uliginosa), ofte skrevet eng-ensian, er en enårig, 5-35 centimeter høj plante i ensian-familien. Den er normalt ugrenet og uden bladroset. De nedre stængelblade er lancetformede og spidse. Bægerets flige er af forskellig størrelse, de bredeste er ikke overlappende. Blomsten er som regel 4-tallig.
I Danmark er engensian temmelig sjælden på fugtig bund i moser, på overdrev, strandenge og i lavninger i klitter. Den blomstrer i august til oktober.